# ヴィーソケー・ミート
ヴィーソケー・ミート(チェコ語発音: [ˈvɪsokɛː ˈmiːto]; ドイツ語: ホーヘンマウト、ホーヘンマウス)は、チェコ共和国のパルドゥビツェ州の町である。1262年にボヘミア王オタカル2世が設置し、当時はヴラクラヴと呼ばれた。建築物と周囲の自然によって観光の中心になっている。イヴェコ・バス工場(ブランド名はカロサ)が有る。SKヴィーソケー・ミートというサッカーチームが有る。町の中心部はとても美しく、典型的なボヘミア様式が見られる。

## 歴史
1262年、ボヘミア王オタカル2世が設置。
1918年までハプスブルク君主国の一部だった。

## 著名人
- ベドリッヒ・ブリダル (1619–1680)作家、詩人、伝道師
- ヘーメネギルド・ジレセク (1827–1909)法学者
- ジョセフ・ジレセク (1825–1888)学者
- カレル・スコーピル (1859–1944)とヘルマン・スコルピル (1858–1923)ブルガリア考古学の父・ヴァルナ考古学博物館創立者(1888年)
- アロイス・ヴォジュテチュ・センベラ (1807–1882)言語学者、文学史家、著者、報道官、チェコ国民運動家

### 姉妹都市
- コルバッハ(ドイツ)
- ヴァルナ(ブルガリア)
- ピージツェ(ポーランド)